# Xã Wynne, Quận Cross, Arkansas
Xã Wynne (tiếng Anh: Wynne Township) là một xã thuộc quận Cross, tiểu bang Arkansas, Hoa Kỳ. Năm 2010, dân số của xã này là 9.768 người.